# Santa Rosa Tetlama
Santa Rosa Tetlama är en ort i Mexiko.   Den ligger i kommunen San Felipe Orizatlán och delstaten Hidalgo, i den sydöstra delen av landet, 200 km norr om huvudstaden Mexico City. Santa Rosa Tetlama ligger 127 meter över havet och antalet invånare är 231.
Terrängen runt Santa Rosa Tetlama är kuperad åt nordost, men åt sydväst är den platt. Runt Santa Rosa Tetlama är det ganska tätbefolkat, med 248 invånare per kvadratkilometer. Närmaste större samhälle är Huejutla de Reyes, 12,9 km öster om Santa Rosa Tetlama. Omgivningarna runt Santa Rosa Tetlama är en mosaik av jordbruksmark och naturlig växtlighet.